# Pasta mollicata
Per pasta mollicata s'intende un primo piatto a base di mollica di pane, particolarmente diffuso nella cucina lucana, calabrese e siciliana.
Piatto della tradizione contadina, presenta diverse versioni a seconda del territorio, benché tutte abbiano la mollica come ingrediente base.

## Varianti
Nelle cucine povere delle regioni meridionali, il pane raffermo sottoforma di mollica o pangrattato, rappresenta un sostituto del formaggio grattugiato, che era, un tempo, era un ingrediente costoso per le fasce contadine. La pasta presenta numerose varianti a seconda della zona. In Basilicata, la versione più semplice viene preparata con ferretti o strascinati, serviti con mollica di pane, olio e aglio. Altri ingredienti aggiuntivi sono pomodori tagliati a pezzi o sugo di carne, formaggio grattugiato o peperoni cruschi sbriciolati o in polvere. Più raramente sono anche aggiunte acciughe, uva passa o mandorle. La pasta mollicata è inserita tra prodotti agroalimentari tradizionali lucani, sotto il nome di "Fusilli lucani con la mollica di pane, ferriciell cu la muddica, Fusill' cu' muddia".
In Calabria e Sicilia la pasta (solitamente spaghetti) viene condita, a volte, con il pangrattato al posto della mollica ed è consuetudine usare l'acciuga.